# 소 혈청 알부민
소 혈청 알부민(BSA, Bovine Serum Albumin 또는 Fraction V)은 소에서 추출한 혈청 알부민 단백질이다. 실험실에서 단백질의 농도 표준으로 사용된다.
Fraction V라는 별칭은 혈장 단백질의 차등 용해도 특성을 사용하는 Edwin Cohn 정제 방법론의 다섯 번째 분획인 알부민을 나타낸다. 용매 농도, pH, 염분 수준, 온도를 조작함으로써 Cohn은 혈장 의 연속적인 분획을 추출 할 수 있었다. 이 공정은 의료용 인간 알부민으로 처음 상용화되었고 나중에 BSA 생산에 선택되었다.

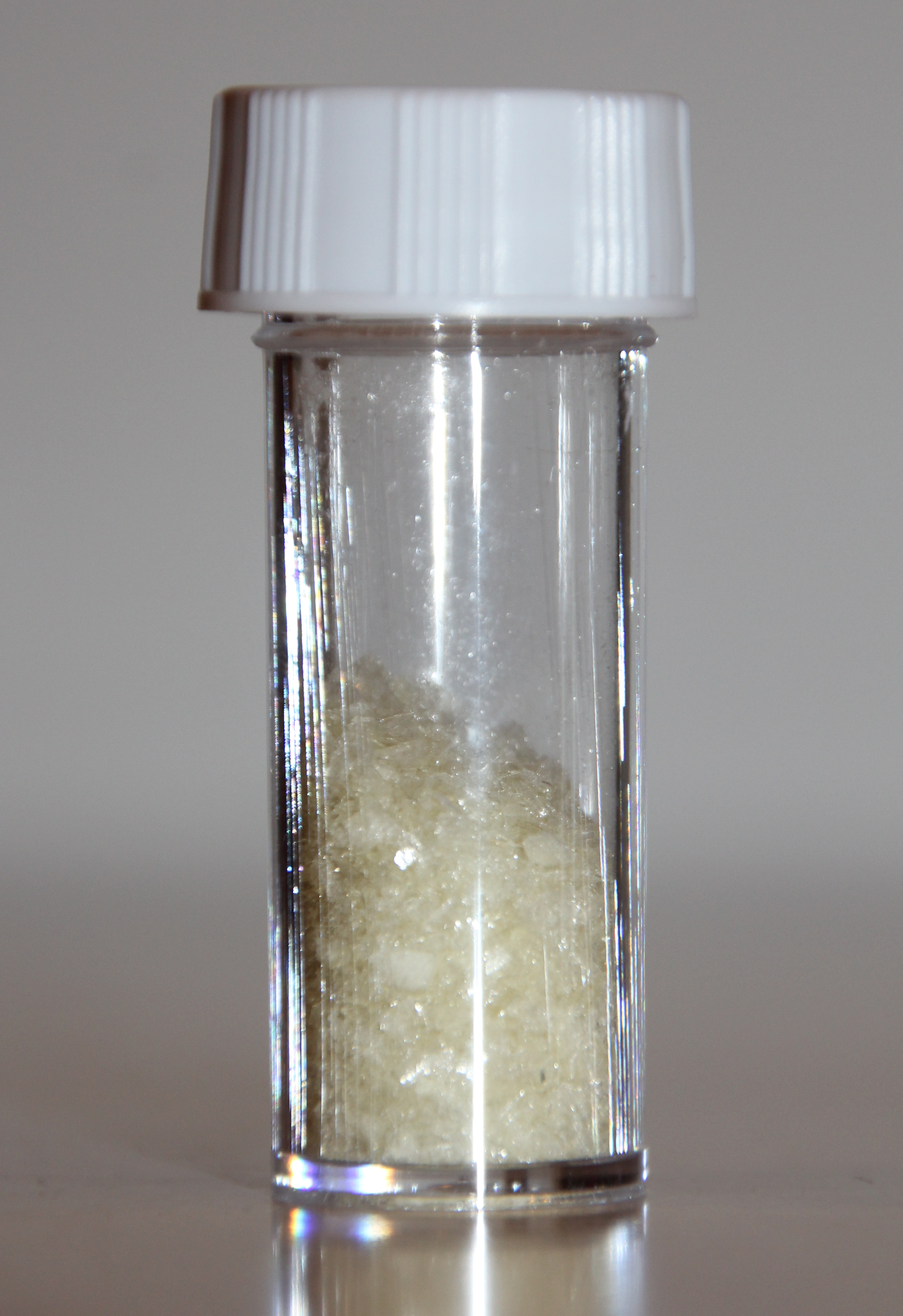
동결 건조된 소 혈청 알부민

## 속성
전장 소 혈청 알부민 전구체 단백질은 길이가 607개의 아미노산이다. N 말단의 18 잔기 시그널 펩타이드는 분비 시 전구체 단백질로부터 절단되므로 초기 단백질 생성물은 589개의 아미노산 잔기를 포함한다. 추가로 6개의 아미노산이 절단되어 583개의 아미노산을 포함하는 성숙한 소 혈청 알부민이 생성된다.
| 펩타이드        | 위치     | 길이 (AA) | MW Da  |
| --------------- | -------- | --------- | ------ |
| 전장 전구체     | 1 – 607  | 607       | 69,324 |
| 시그널 펩타이드 | 1 - 18   | 18        | 2,107  |
| 단              | 19 – 24  | 6         | 478    |
| 성숙된 단백질   | 25 – 607 | 583       | 66,463 |

BSA의 물리적 특성은 다음과 같다.
- 아미노산 잔기 수 : 583
- 분자량 : 66,463 Da (= 66.5kDa)
- 25°C 물에서의 등전점 : 4.7[2]
- 279nm에서의 소광계수 43,824M-1cm-1[3]
- 크기 : 140×40×40Å (a = b < c인 경우 연장 타원체)[4]
- 1% 용액의 pH : 5.2-7[5][6]
- 광학 회전: [α]259 : -61°; [α]264 : -63°[5][6]
- 스톡스 반경, Rs : 3.48nm[7]
- 침강 상수, S20,W×1013 : 4.5(단량체), 6.7(이량체)[5][6]
- 확산 상수, D20,W×10-7cm2/s : 5.9[5][6]
- 부분 비체적, V20 : 0.733[5][6]
- 고유 점도, η: 0.0413[5][6]
- 마찰비, f/f0: 1.30[5][6]
- 굴절률 증분 (578nm)×10-3 : 1.90[5][6]
- 광학 흡광도, A279nm1g/L : 0.667[5][6]
- ε280 = 43.824mm-1cm-1[8]
- 평균 잔류 회전, [m']233 : 8443[5][6]
- 평균 잔류 타원율: 21.1 [θ] 209nm ; 20.1 [θ] 222nm[5][6]
- 추정된 a-나선, %: 54[5][6]
- 추정된 b형, %: 18[5][6]

## 적용
BSA는 효소결합면역흡착검사 (Enzyme-Linked Immunosorbent Assay, ELISA), 면역 블롯 및 면역조직화학을 포함한 수많은 생화학적 응용법을 가지고 있다. BSA는 작고 안정적이며 중간 정도의 비반응성 단백질이기 때문에 면역조직화학에서 차단제로서 자주 사용된다. 항체를 사용하여 세포의 항원을 식별하는 과정인 면역조직화학 동안, 조직 섹션은 비특이적 결합 부위에 결합하기 위해 BSA 차단제와 함께 배양된다. BSA가 비특이적 결합 부위에 결합하면 항체가 관심 항원에만 결합할 가능성이 높아진다. BSA 차단제는 사이트가 중간 정도의 반응성이 없는 단백질로 덮여 있기 때문에 배경 소음을 줄여 감도를 향상시킨다. 이 과정에서 가장 높은 신호 대 잡음비를 얻기 위해서는 항체의 비특이적 결합을 최소화하는 것이 필수적이다. BSA는 세포 및 미생물 배양에서 영양소로 사용된다. 제한 소화에서 BSA는 DNA 소화 동안 일부 효소를 안정화하고 효소가 반응 튜브, 피펫 팁 및 기타 용기에 부착되는 것을 방지하는 데 사용된다. 이 단백질은 안정화에 필요하지 않은 다른 효소에는 영향을 미치지 않는다. BSA는 알려지지 않은 양의 단백질과 알려진 양의 BSA를 비교하여 다른 단백질의 양을 결정하는 데 일반적으로 사용된다 (브래드퍼드 단백질 정량법). BSA는 분석에서 신호를 증가시키는 능력, 많은 생화학적 반응에서 효과가 부족하고, 가축 산업의 부산물인 소 혈액에서 많은 양을 쉽게 정제할 수 있기 때문에 비용이 저렴하다. BSA의 또 다른 용도는 필요한 효소의 활성을 차단하는 물질을 일시적으로 분리하여 중합효소 연쇄 반응(PCR)을 방해하는 데 사용할 수 있다는 것이다. BSA는 나노 구조를 합성하기 위한 주형으로 널리 사용되어 왔다.
또한 BSA는 일반적인 세포 배양 배지인 소태아혈청의 주성분이다.

## 같이 보기
- 일일 흡수 허용량
- 단백질 알레르기
- 인간 혈청 알부민
- 혈청 알부민